# CYP2C19
CYP2C19(Cytochrome P450 2C19, 사이토크롬 P450 2C19)는 효소 단백질이다. 이는 사이토크롬 P450 혼합 기능 산화효소 시스템의 CYP2C 하위 계열의 구성원이다. 이 하위 계열에는 일부 양성자 펌프 억제제 및 항간질제를 포함하여 생체이물질의 대사를 촉매하는 효소가 포함되어 있다. 인간에서는 CYP2C19 단백질을 암호화하는 것이 CYP2C19 유전자이다. CYP2C19는 현재 임상에서 사용되는 약물의 최소 10%에 작용하는 간 효소이다. 특히 항혈소판 치료제인 클로피도그렐(플라빅스), 궤양과 관련된 통증을 치료하는 약물(예: 오메프라졸), 항경련제(예: 메페니토인, 항말라리아 프로구아닐) , 항불안제 디아제팜.
CYP2C19는 유니프롯에서 (R)-limonene 6-monooxygenase 및 (S)-limonene 6-monooxygenase로 주석이 추가되었다.

## 기능
이 유전자는 사이토크롬 P450 슈퍼패밀리 효소의 구성원을 암호화한다. CYP2C19를 포함한 CYP2C 하위계열의 효소는 성인 간에서 사이토크롬 P450의 약 20%를 차지한다. 이 단백질은 약물 대사와 콜레스테롤, 스테로이드 및 기타 지질의 합성과 관련된 많은 반응을 촉매하는 모노옥시게나제이다. 이 단백질은 소포체에 위치하며 많은 약물을 대사하는 것으로 알려져 있다. 이 유전자 내의 다형성은 다양한 약물 대사 능력과 관련이 있다. 이 유전자는 염색체 10번 arm q24의 사이토크롬 P450 유전자 클러스터 내에 위치한다.